# 7921 Huebner
7921 Huebner este un asteroid din centura principală de asteroizi.

## Descriere
7921 Huebner este un asteroid din centura principală de asteroizi. A fost descoperit pe 15 septembrie 1982 la Stația Anderson Mesa de Edward L. G. Bowell. El prezintă o orbită caracterizată de o semiaxă mare de 2,41 ua, o excentricitate de 0,23 și o înclinație de 2,3° în raport cu ecliptica.